# Dandelion Family
Dandelion Family (en hangul, 민들레 가족) es una serie de televisión surcoreana emitida durante 2010 y protagonizada por Song Seon Mi, Maya, Lee Yoon Ji, Jung Chan, Jung Woo, Kim Dong Wook, Yoo Dong Geun y Yang Mi Kyung.
Fue trasmitida por MBC desde el 30 de enero hasta el 25 de julio de 2010, finalizando con una longitud de 50 episodios al aire las noches de los días sábados y domingos a las 19:55 (KST).

## Argumento
La hermana mayor Ji Won (Song Seon Mi) está casada con el dentista Min Myung Seok (Jung Chan) proveniente de una familia rica, aunque su esposo es considerado perfecto por todos los demás, el controla todos los aspectos de la vida de Ji Won. Exige mantener el mismo peso que cuando tenía 23 años, elige su ropa, y espera diariamente un informe reportando todo lo que hizo durante el día. Con el tiempo, la conducta opresiva del marido de Ji Won lleva a cuestionar su matrimonio. La hermana del medio Mi Won (Maya) conoció a su novio (Jung Woo) en la universidad y viven juntos a pesar de que no estar casados.
Por otro lado esta la hermana menor Hye Won (Lee Yoon Ji) que representa a las mujeres de la generación más reciente. Ella cree que su carrera es más importante que el matrimonio. Debido a la presión de sus padres, Hye Won entra en un matrimonio arreglado por contrato con su colega Jae Ha (Kim Dong  Wook), pero comienza a descubrir el verdadero significado del amor y de la vida.

## Reparto

### Familia Park
- Yoo Dong Geun como Park Sang Gil.
- Yang Mi Kyung como Kim Sook Kyung.
- Song Seon Mi como Park Ji Won.
- Maya como Park Mi Won.
- Lee Yoon Ji como Park Hye Won.
- Jung Chan como Min Myung Seok.
- Jung Woo como Kim No Sik.
- Baek Jin Ki como Kim Yong Yi.

### Familia Lee
- Kim Ki Seob como Lee Hyo Dong.
- Kim Dong Wook como Lee Jae Ha.
- Oh Young Shil como Lee Jae Kyung.
- Hong Hak Pyo como Gong Byung Goo.

### Otros
- Lee Mi Young como Lee Pil Nam.
- Kim Jung Min como Jung Tae Hwan.
- Jung Ae Ri como Yoon Sun Hee.
- Oh Jung-se como Jae Hoon / Jay.
- Lee Byung Wook como Jung Sung Jae.
- Kim Kyung Hwa como Líder Kim.
- Maeng Chang Jae como Choi Jin Moo.
- Lim Hyun Sung como Jung Pil.
- Jeon In Taek.
- Shim Yang Hong.
- Choi Jin-ho.